# 公园大道432号
公園大道432號（英語：432 Park Avenue）是一棟由CIM集團在紐約市曼哈頓中城開發的住宅摩天大樓，在中高樓層可俯瞰整個中央公園。在2011年規劃時設計高度為1,300英尺（396.2米），然而在封頂時增至1,396英尺（425.5米）整棟大廈共有104間公寓單位，建造時間起始於2012年，並在2015年12月23日完工。
大廈建造之前，此地是擁有195間套房的德雷克酒店，這棟酒店建造於1926年，並在2006年時以4億4000萬美元（相當於2016年的5億4000萬美元）出售給開發商哈利·麥克洛，隔年即被夷為平地。由於位在東56街與東57街之間，东側又是公園大道，正好是紐約城市中心地帶，是最有發展價值的開發地段之一。
當建築完工時，公園大道432號曾為全美第三高摩天大樓，以及世界最高的住宅摩天大樓。至2020年，本建築在紐約是第五高摩天大樓，全美第六高摩天大樓，世界第三高住宅摩天大樓；若排除新世界貿易中心建築群，公園大道432號是第一座建築高度超越前世界貿易中心的摩天大樓。

## 建築特徵
公園大道432號在2014年10月10日時正式封頂，其高度為1,398英尺（426），使該建築在當時成為僅次於世界貿易中心一號大樓的第二高摩天大樓，以及全球第15高摩天大樓。由於世界貿易中心頂部有一段是尖頂，若除掉尖頂部分將比公園大道432號矮將近40英尺（12），若是以屋頂高度計算，公園大道432號截至2017年是紐約市最高的摩天大樓。
該大廈位於東56街、麥迪遜大道、東57街、公園大道所環繞的街區中間，整體建築平面近似邊長93-英尺（28-）的正方形，每層樓的地板面積約8,255平方英尺（766.9平方）。其高度與寬度比約為15：1，是目前世界上細長比差距最大且最高的摩天大樓。

## 設計

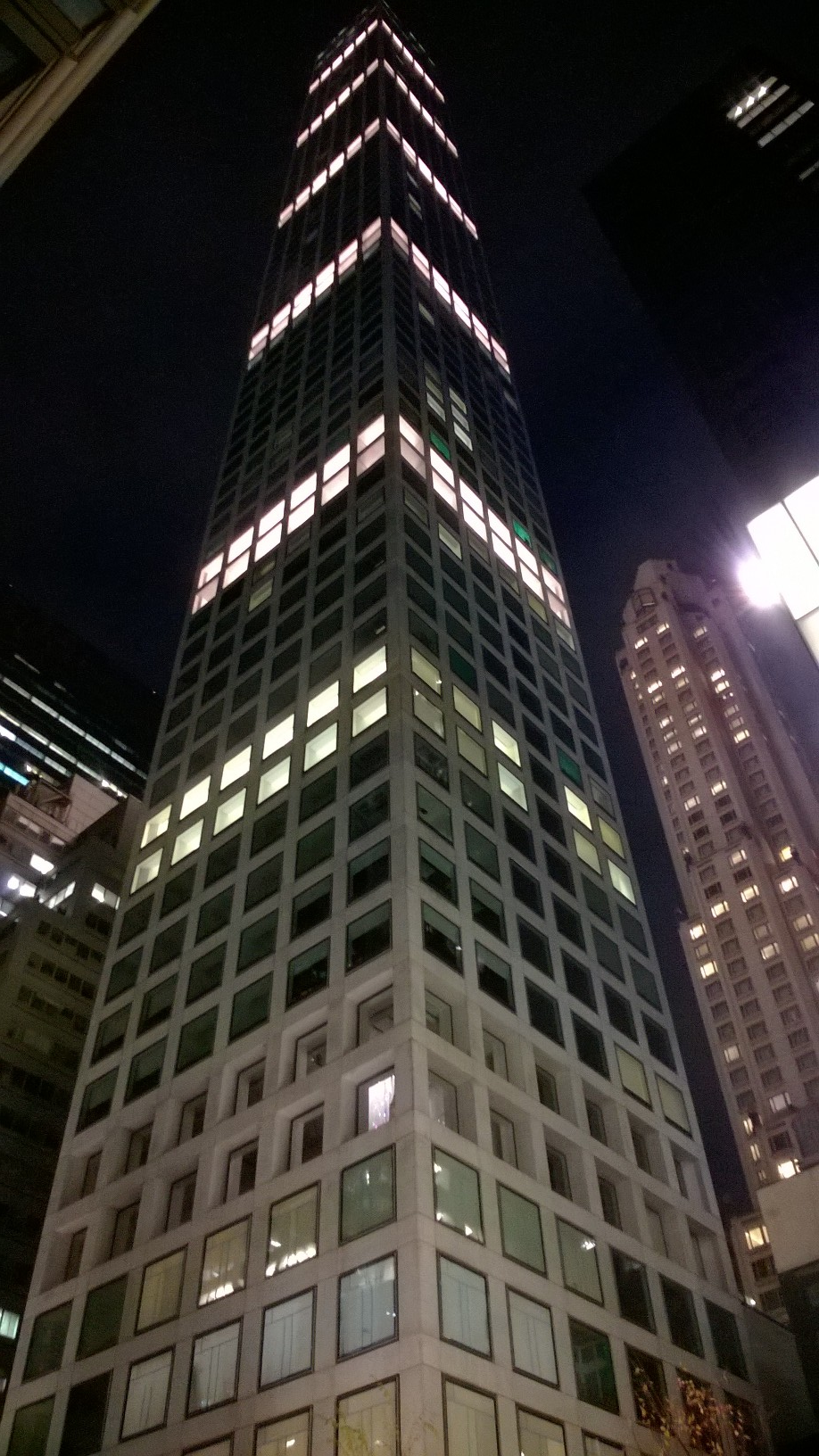
自2016年11月4日起，公園大道432號的夜間照明主要以機電層為主。

公園大道432號的建築設計師是拉斐爾·維諾利，其建築靈感來自某位奧地利設計師在1905年設計的垃圾桶共有84層樓的樓板面積為8,255平方英尺（766.9平方），每層樓的側面皆裝有6塊100平方英尺（9.3平方）大的玻璃。室內設計由德博拉·伯克與本特爾與本特爾（Bentel & Bentel）公司設計。為了支撐其長直的矩形框架，建築結構基部的支撐柱比較高樓層的還要大。

### 公寓和設施
位在公園大道432號頂層的豪華公寓單位，總面積8,255平方英尺（766.9平方），內有351平方英尺（32.6平方）大的工作室、6間臥室、7間浴室及1間書房等，此公寓單位最後被沙烏地阿拉伯房地產大亨法瓦茲·霍卡爾（Fawaz Al Hokair）以9500萬美元收購。建築內另有12英尺（3.7）大的高爾夫練習設施，以及私人餐飲與放映室。
最先售出公寓單位的時間在2016年1月份，其樓板面積為4,000平方英尺（370平方），位在大廈第35層樓，內含有3間臥室及4間半浴室，當時以價格1811.6萬美元售出，高於1775萬美元的原定價格；另外還有10間額外的公寓單位，其價位從1740萬美元到4425萬美元不等。每層樓的4個側面都裝有6個10乘10英尺（3.0乘3.0米）大的玻璃窗，從大廈35層樓的西側與南側可眺望中央公園。

## 工程
整體建築結構由30英尺（9.1米）的方形鋼筋混凝土核心柱與30英寸（760）厚的牆壁組成，工程師塞尔文·马库斯（Silvian Marcus）曾評論這種設計「就像身體的骨幹一樣」。核心區域設有電梯井和所有建築所需的機械公共設施；外牆則由一組 3英尺8英寸（1.12）格狀外牆和寬度相同的鋼筋混凝土外墻托梁組成，包圍起來的外牆搭配窗口就如同“籃子”一樣。建築底部的圓柱厚度為5英尺4英寸（1.63），到頂部時僅有20英寸（51），這種佈局使每個樓層從核心區到外牆之間整個27英尺（8.2）的所有內部空間可保持完全開放。
最後完成的外牆立面沒有添加任何其他裝飾，僅使用白波特蘭水泥製成的混凝土以14,000磅/每平方英吋澆鑄至全樓層20組預先安裝鋼筋籠與鉸接式鋼模板。每層樓的高度為15英尺6英寸（4.72），其中包括10英寸（25）厚的地板；為了減輕風壓負荷所產生的結構側移加速度，上方樓層的地板厚度增加至18英寸（46），此種在建築上方增加更多的質量的方法可減輕風壓負荷造成影響。另外，因風渦流負載下容易使建築物搖擺，為了避免此現象造成住戶潛在地不舒適環境，在以每12層樓為單位之間的2層樓，其窗口會向外開放，讓風可經由這2層的內側空間流過大廈。這些供空氣流通的樓層還包含供給上方與下方6層樓的機電設施模組，以便減少管道系統佔據的空間。2組調諧質量阻尼器設置於大廈頂部及某機電層的懸臂架間，降低建築物的搖晃。

## 評價
並不是每個人都同意其建築藝術價值，因而公園大道432號受到不少專業人士和外行人士的褒貶不一評論。
- 一些城市居民對公園大道432號的房價很反感，認為這代表著紐約生活成本及地價將不斷地增高。[9]
- 建築師拉斐爾·維諾利表示公園大道432號的建築本身與價格不平等會導致「只剩下豪華與低廉兩個房市」。[29]
- 時尚設計顧問提姆·岡恩形容公園大道432號描述為「只是一根瘦弱的柱子，需要一頂帽子戴在上方」。[30]
- 紐約雜誌的建築評論家賈斯汀·戴維森（英语：Justin Davidson）表示，公園大道432號只不過是座“堆疊的小屋”，並質疑其建築的創造價值。[18]

## 照片集

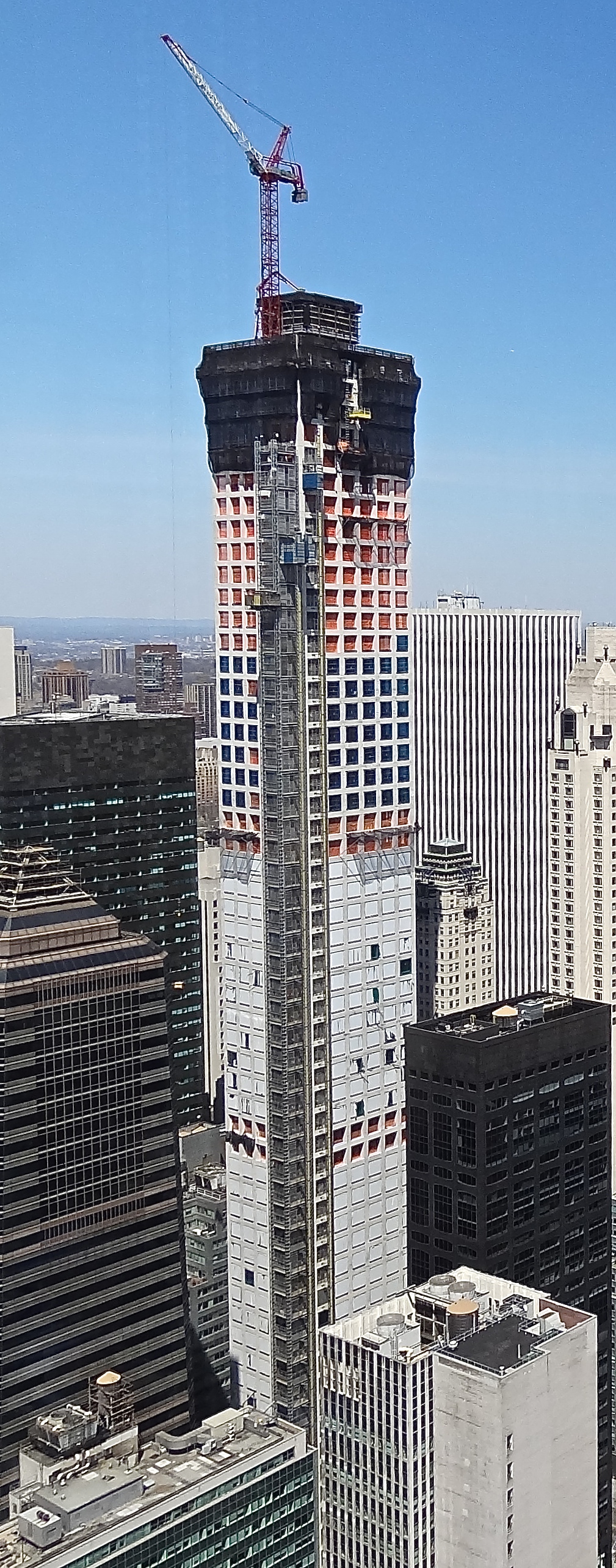
興建中的公园大道432号，攝於2014年4月。
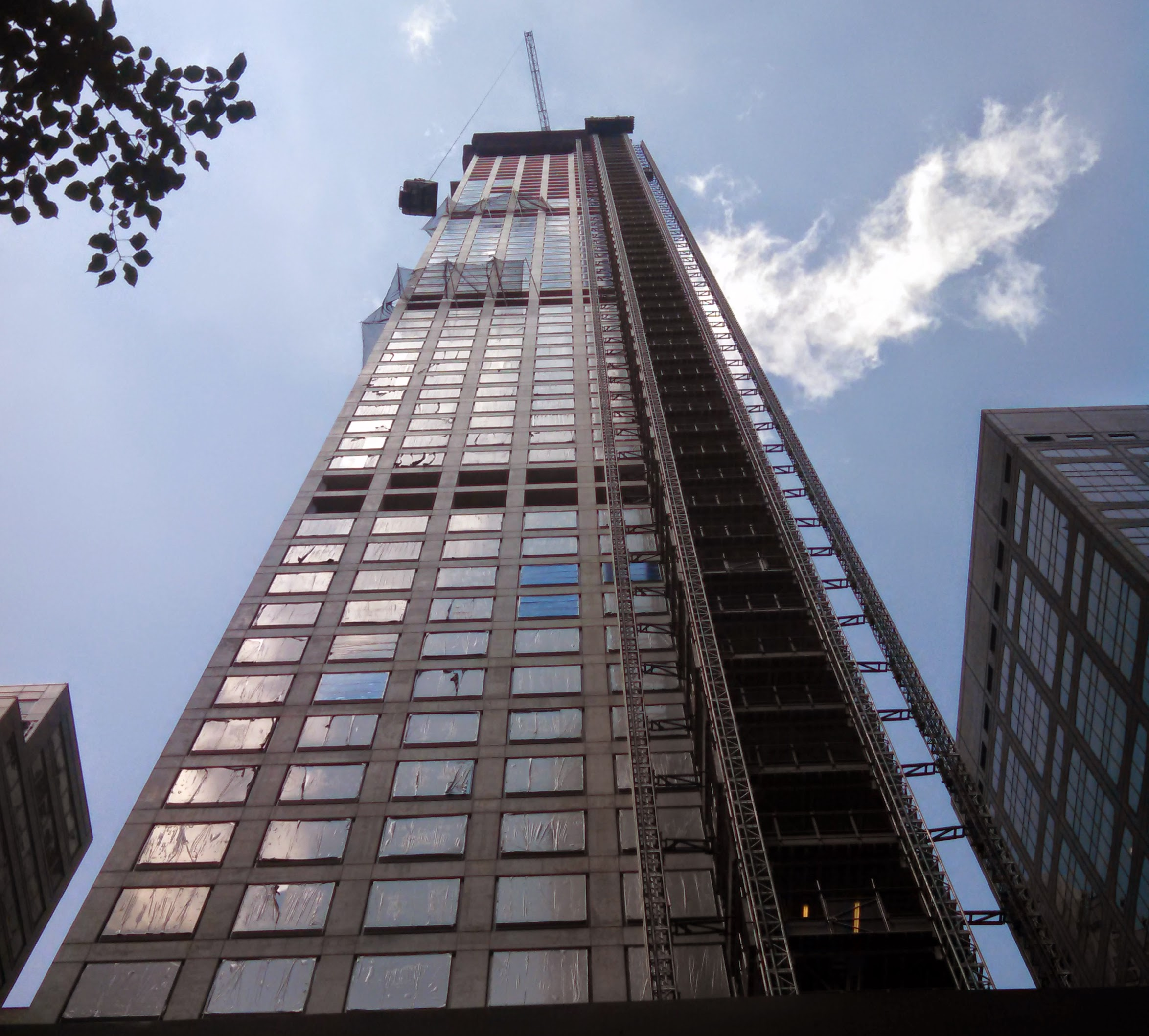
從東56街向上眺望建造中的公園大道432號，攝於2014年7月。
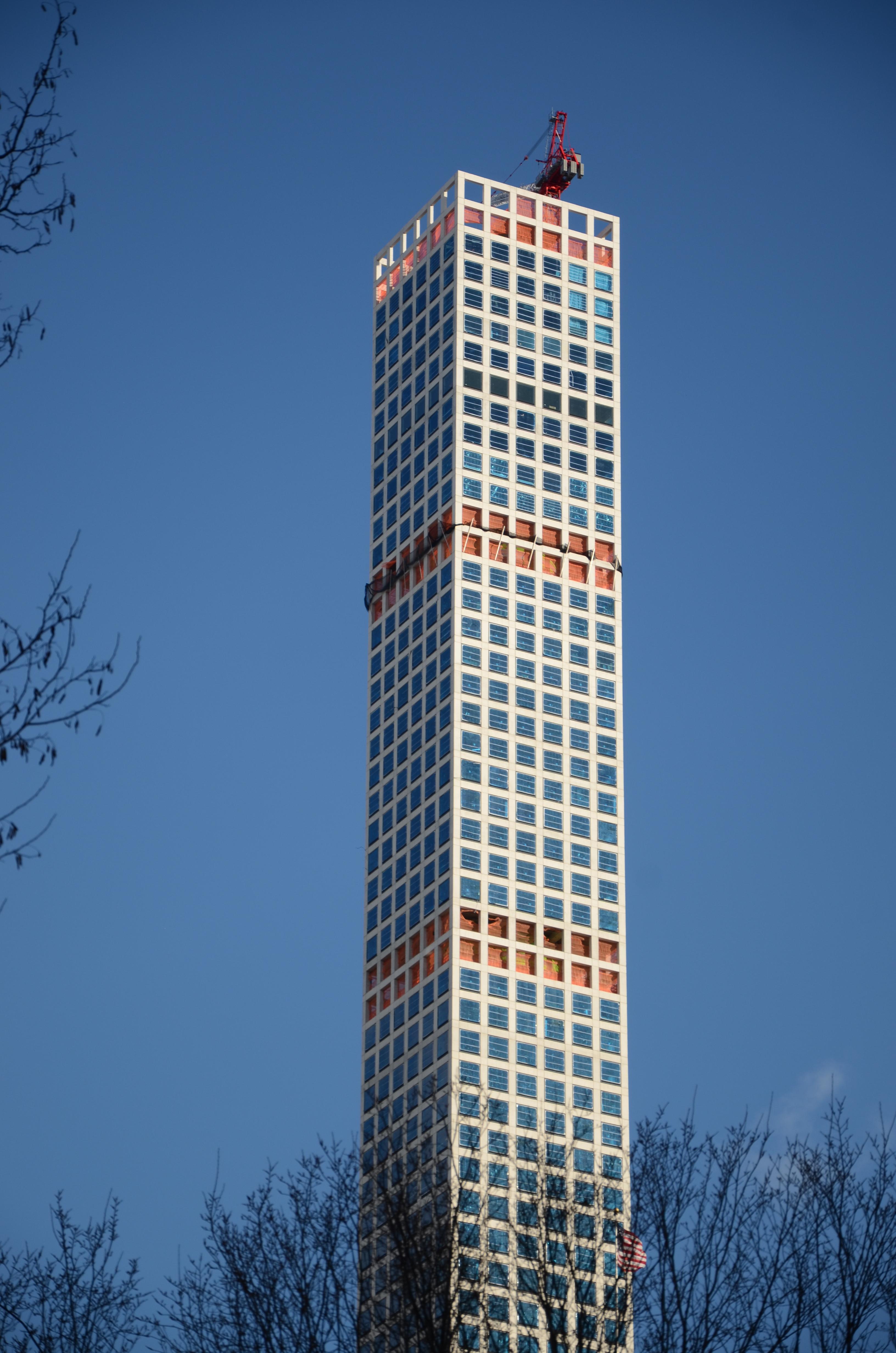
建造中的公園大道432號，攝於2015年3月。
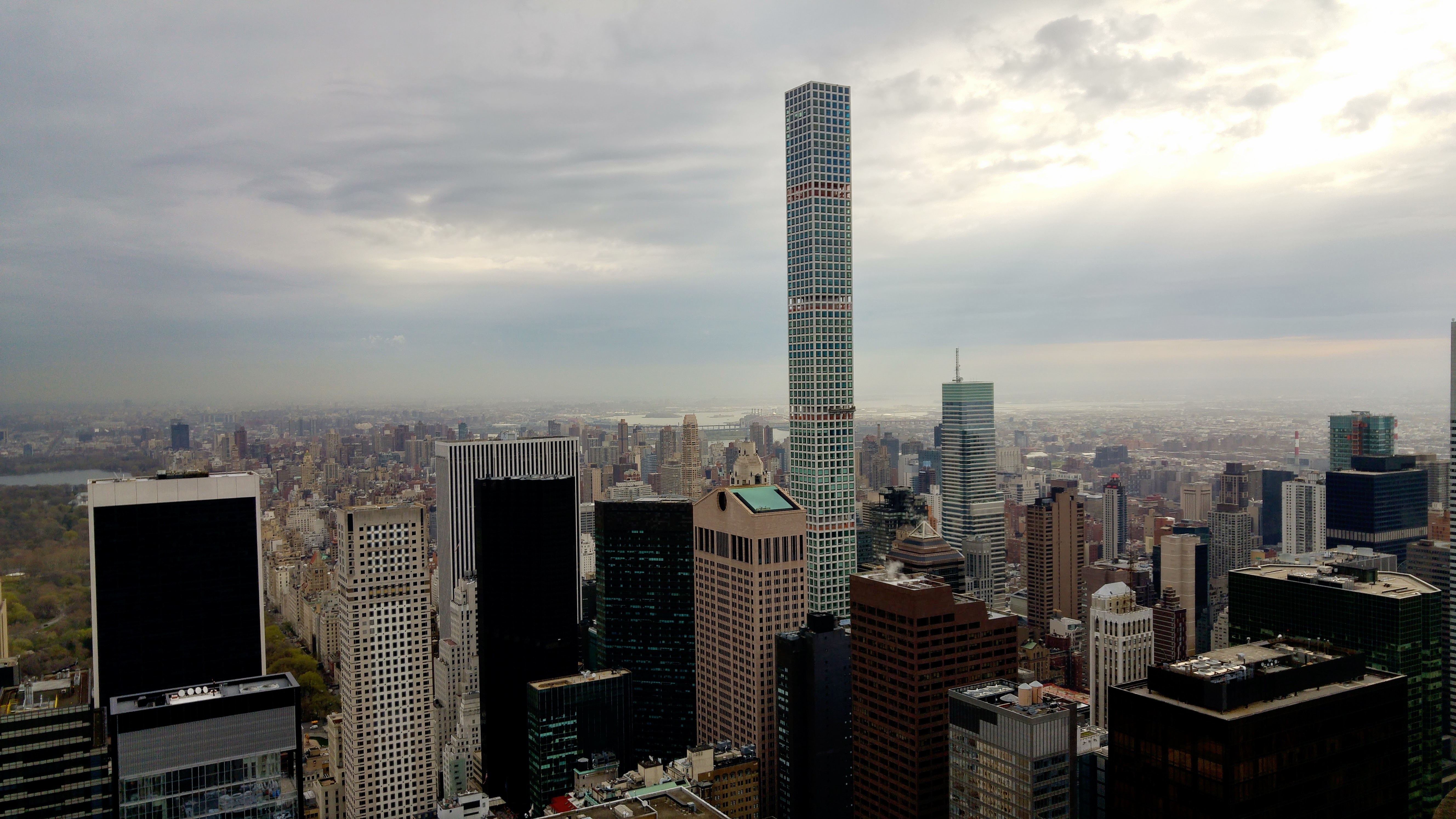
公園大道432號，攝於2016年4月1日。
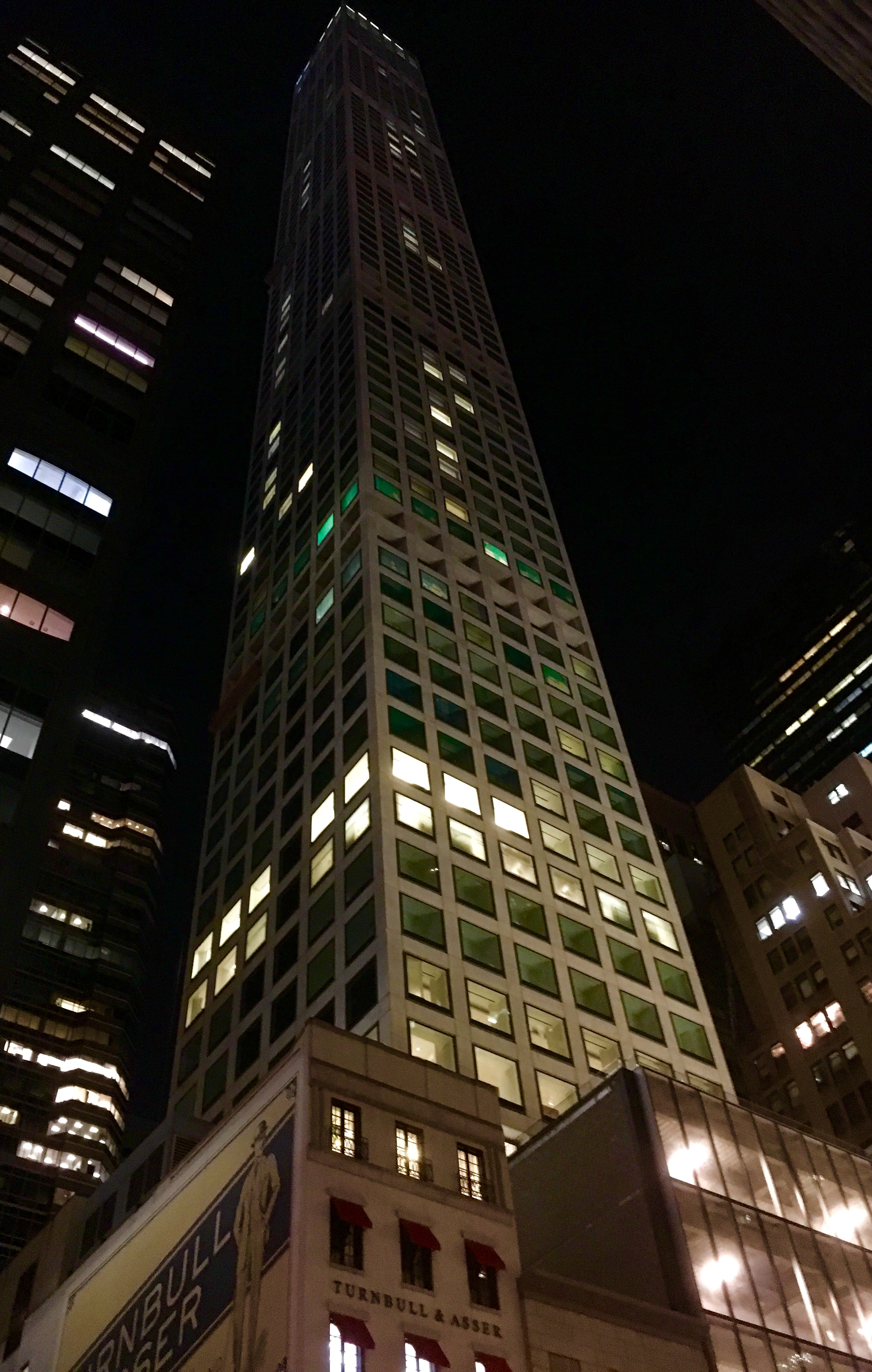
公園大道432號的夜景。
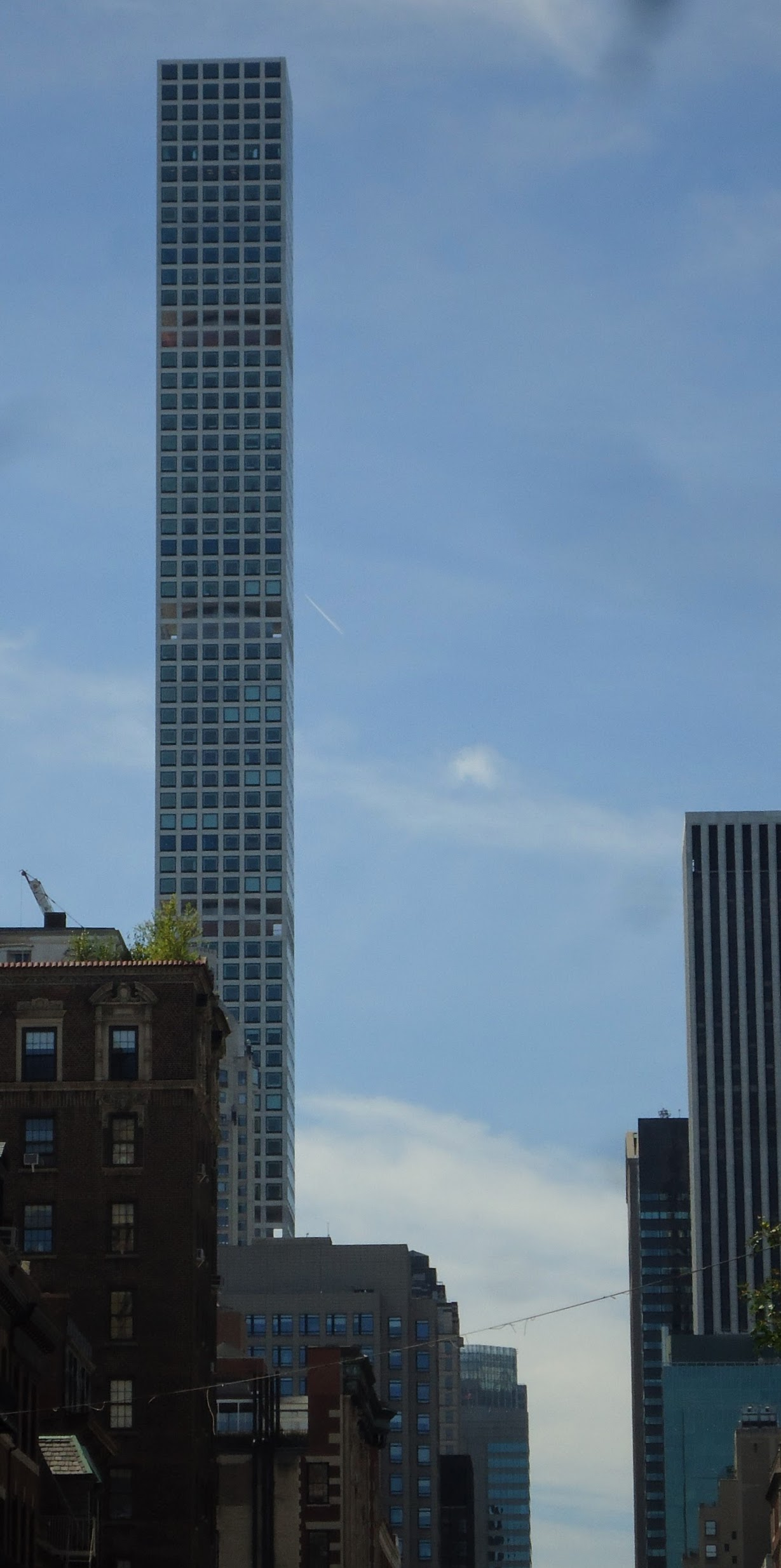
公園大道432號是目前最“瘦”的超高層摩天大樓，其側面全景有一部分被周圍建築物遮蔽。
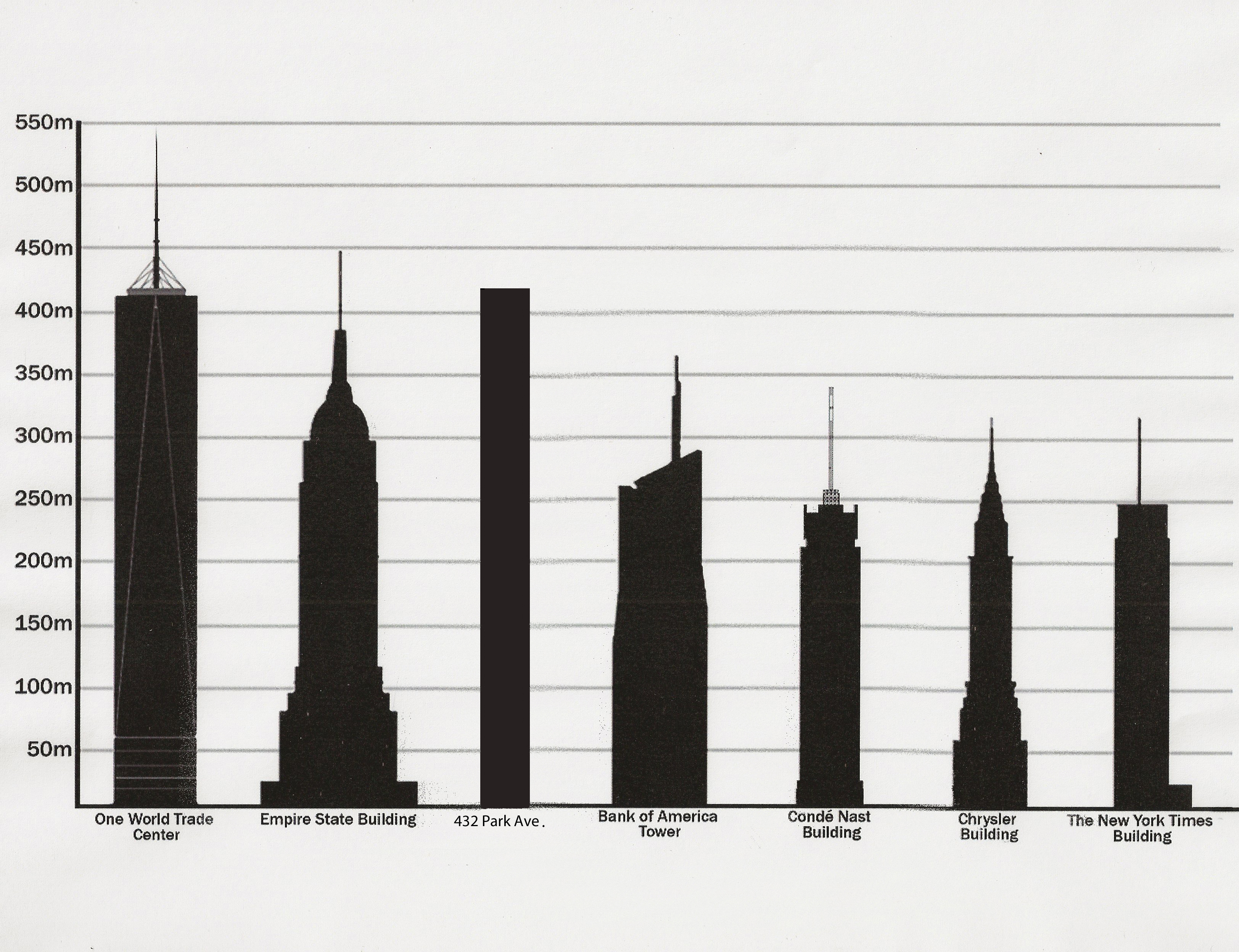
若按尖頂高度來為紐約摩天大樓排名的話，公園大道432號是紐約第三高摩天大樓。（圖左第3棟）

## 外部連結
- 官方网站
- Structurae数据库中公园大道432号的数据

| 紀錄                   | 紀錄                            | 紀錄               |
| ---------------------- | ------------------------------- | ------------------ |
| 前任： 公主塔 （杜拜） | 世界最高公寓住宅 2015年－2019年 | 繼任： 西57街111號 |

40°45′40″N 73°58′17″W / 40.7612°N 73.9715°W